# تایرا نو ماساکادو

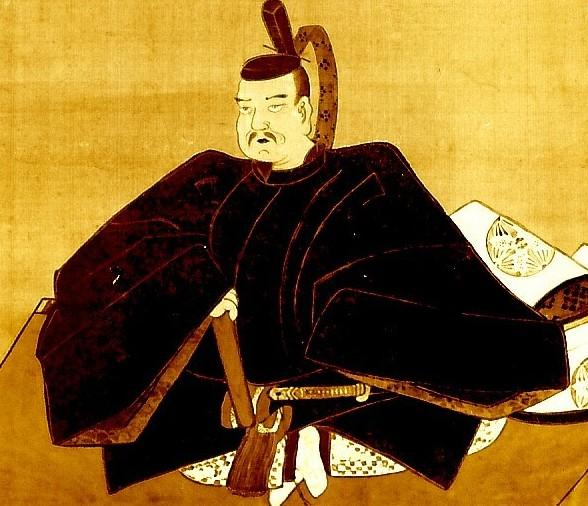
تایرا نو ماساکادو

تایرا نو ماساکادو (به ژاپنی: 平将門 Taira no Masakado) (زاده:؟ - درگذشت: ۲۵ مارس ۹۴۰) یک سامورایی مربوط به دوره هی‌آن در تاریخ ژاپن بود، که در دورانی، رهبری یکی از بزرگترین نیروهای شورشی علیه دولت مرکزی در کیوتو را بر عهده داشت.